# Lottószelvény (film)
A Lottószelvény (eredeti cím: Lottery Ticket) 2010-es amerikai filmvígjáték Erik White rendezésében. A főszerepben Bow Wow, Brandon T. Jackson, Naturi Naughton, Keith David, Charlie Murphy, Gbenga Akinnagbe, Terry Crews, Mike Epps, Loretta Devine és Ice Cube látható.
A filmet 2010. augusztus 20-án mutatták be, és vegyes véleményeket kapott a kritikusoktól, összbevétele 24 millió dollár lett.

## Rövid történet
Kevin Carson egy szegénynegyedben élő fiatalember, akinek túl kell élnie egy háromnapos hétvégét, miután opportunista szomszédai rájönnek, hogy nála van a 370 millió dollárt érő nyertes lottószelvény.

## Szereplők
- Bow Wow – Kevin Carson
- Ice Cube – Jerome “Thump” Washington
- Brandon T. Jackson – Benny
- Naturi Naughton – Stacy
- Loretta Devine – Dorothy Carson nagymama
- Gbenga Akinnagbe – Lorenzo Mack
- Keith David – Sweet Tee
- Terry Crews – Jimmy
- Charlie Murphy – "Semaj" (James)
- Teairra Marí – Nikki Swayze
- Jason Weaver – Ray Ray
- Leslie Jones – Tasha
- Vince Green – Malik
- Malieek Straughter – Deangelo
- T-Pain – Junior
- Bill Bellamy – Giovanni Watson
- Mike Epps – Taylor tiszteletes
- Chris Williams – Doug
- IronE Singleton – Tucker
- Jayson Warner Smith – Charlie (stáblistán nem szerepel)
- Lil Twist – Lil J.

## Filmzene
1. "Workin' Man Blues" - Aceyalone featuring Bionik
2. "Look At Me Now" - King Juju
3. "Lord Rescue Me" - Jason Eskridge
4. "If You're Really Hood" - The Handlebars
5. "What You Talkin About" - Classic
6. "How Low" - Ludacris
7. "I Make the Hood Look Good" - T-Drop
8. "Tim & Bob Groove 1" - Tim & Bob
9. "We Like to Party" - Ben and Family
10. "Mysterious Love" - Lamar J and Deshawn Williams (of Take 2)
11. "I Be Doin It" - Classic
12. "Outta Control" - Envy
13. "Gangsta Party" - Classic
14. "Southside" - Johnny Ringo
15. "I Can Transform Ya"- Chris Brown
16. "Money (That's What I Want) - Barrett Strong
17. "Hallelujah"
18. "All Your Bass" - T-Pain
19. "Tim & Bob Groove 2" - Tim & Bob
20. "Deez Hips" - Dem Naughty Boyz
21. "Oh Happy Day" - Edwin Hawkins Singers
22. "Whoa Now" - B Rich
23. "Million Bucks" - Maino featuring Swizz Beatz
24. "Tim & Bob Groove 3" - Tim & Bob
25. "I Invented Sex" - Trey Songz featuring Drake
26. "Standing in the Rain" - Al Green
27. "Come By Here My Lord" - Tick Ticker
28. "Un-Thinkable (I'm Ready)" - Alicia Keys featuring Drake
29. "Let My People Go" - Darondo
30. "Take Your Shirt Off" - T-Pain
31. "Here to Party" - Classic
32. "For My Hood" - Bow Wow featuring Sean Kingston